# Lehnivka, Barîșivka
Lehnivka (în ucraineană Лехнівка) este o comună în raionul Barîșivka, regiunea Kiev, Ucraina, formată numai din satul de reședință.

## Demografie
Componența lingvistică a comunei Lehnivka
     Ucraineană (96,84%)
     Rusă (3,02%)
     Alte limbi (0,14%)
Conform recensământului din 2001, majoritatea populației comunei Lehnivka era vorbitoare de ucraineană (96,84%), existând în minoritate și vorbitori de rusă (3,02%).